# Inside (computerspel)
Inside is een computerspel uit 2016 ontwikkeld door de Deense onafhankelijke studio Playdead. Inside werd in 2016 eerst uitgebracht voor de Xbox One, Windows en PlayStation 4. In 2017 kwam een versie voor iOS uit, en in 2018 werd het spel ook op de Nintendo Switch uitgebracht. Ten slotte verscheen in 2020 een versie voor macOS.

## Spel
In het spel moet de speler een jongetje door een dystopische wereld loodsen, zonder hem te laten sterven.
Net zoals het vorige spel van de ontwikkelaar, Limbo, is het een tweedimensionale puzzelgame met elementen van een platformer. Het spel is volledig woordenloos en gebruikt visuele hints om de speler te helpen bij de puzzels.
Een unieke eigenschap van de gameplay van Inside is dat het jongetje andere personages vanop afstand kan besturen. Deze spelmechaniek wordt vaak gebruikt voor de puzzels in het spel.

## Ontvangst
Inside ontving positieve recensies. Men prees het grafische gedeelte, de gameplay en spelbesturing. Enige kritiek was op het ontbreken van tekst en uitleg in het spel.
Op Metacritic, een recensieverzamelaar, heeft het spel een gemiddelde score voor alle platforms van 90,5%.

## Prijzen
Het spel is meermaals genomineerd voor een prijs. Enkele die het heeft gewonnen zijn die van 'Beste Onafhankelijke Spel' in 2016, 'Beste Art Direction' in 2016, 'Beste Visuele Ontwerp' in 2017, en die van 'Beste Visuele Ontwerp' in 2018.